# Molophilus (Molophilus) rubidithorax
Molophilus (Molophilus) rubidithorax is een tweevleugelige uit de familie steltmuggen (Limoniidae). De soort komt voor in het Neotropisch gebied.